# أكتانيزوفسكايا
أكتانيزوفسكايا (بالروسية: Ахтанизовская) هي مدينة في مقاطعة كراسنودار كراي في روسيا.